# Isa Stoppi
Isa Stoppi (Tripoli, 1946 – Milano, 16 novembre 2020) è stata una supermodella italiana che raggiunse la vetta della popolarità nel corso degli anni sessanta di cui fu icona. Fu volto noto di numerosissime campagne pubblicitarie.
Il noto fotografo Richard Avedon definì Isa Stoppi "la donna più bella del mondo con due laghi al posto degli occhi".

## Biografia
Isa Stoppi nacque in Libia, ma tornò presto in Italia trascorrendo la gioventù a Fiorenzuola d'Arda nella provincia di Piacenza.
Nel 1962 vinse Miss Universo Italia e quindi partecipò a Miss Universo che si tenne a Miami, negli Stati Uniti d'America il 14 luglio 1962. Nello stesso anno fu notata da Diana Vreeland, che era redattrice capo di Vogue. 
Da quel momento fu la modella più fotografata da fotografi del calibro di Gian Paolo Barbieri, Milton H. Greene, Bert Stern, Henry Clarke, Richard Avedon, Irving Penn, Jacques Henri Lartigue. Posò per le copertine delle riviste del settore moda di tutto il mondo. Fu il volto per i vestiti di Valentino, Giorgio Armani, Gianni Versace.
Nel 1972 sposò Gian Germano Giuliani, proprietario dell'azienda Amaro Giuliani, da cui ebbe due figli (Giammaria e Germano). Dopo il matrimonio lasciò la sua attività di modella e iniziò a lavorare nel settore della moda come redattrice di moda a Vogue, attività che terminò dopo la nascita del secondo figlio.
Nel 2016 uscì la monografia a lei dedicata Isa Stoppi - The book (Silvana Editoriale), a cura di Adriana Glaviano.